# 大陈镇 (义乌市)
大陈镇，中国浙江省金华市义乌市下辖的一个镇。

## 辖区
该镇辖有：后畈居委会、团结村、杜桥村、金都村、红旗村、湖山村、甘山村、凰升塘村、温草塘村、北金山村、大陈一村、大陈二村、大陈三村、朝塘村、婆姆村、西岸村、芦柴村、善坑村、郎坞村、板坞村、马畈村、春林村、溪后村、大畈村、银干山村、楂林一村、楂林二村、杨塘岭村、里娄山村、李孟宅村、上坑仁村、大岭下村、同坑殿下村、杜门村、红峰村、宦塘村、义北村、灯塔村、双园村、东联村、新建村、高路村、山府村、北山村、后田畈村、楼家坞村、八里桥头村、立山黄村、新和村、